# Триліський Олекса Лукич
Оле́кса (Олексій) Лукич Триліський (1892 , Дубровиця, Волинська губернія  — 25 листопада 1937 ) — український радянський діяч, агроном, голова Одеського окружного виконавчого комітету, голова виконавчого комітету Вінницької обласної ради, народний комісар землеробства Української СРР. Кандидат у члени ЦК КП(б)У (листопад 1927 — січень 1932). Член ЦК КП(б)У (січень 1932 — липень 1937).

## Біографія
Народився в місті Дубровиця, тепер Рівненська область, Україна в родині священника. Навчався у гімназії, з якої був виключений за участь у страйку під час російської революції 1905 року. Через деякий час поновився у гімназії, яку закінчив у 1911 році.
У 1911—1915 роках — студент агрономічного відділу Київського політехнічного інституту. Здобув вищу сільськогосподарську освіту.
З 1915 року працював агрономом на дослідній сільськогосподарській станції у місті Ташкенті. У 1916 році перевівся на Волинь і з 1916 по 1917 рік працював агрономом у Волинській губернії.
З листопада 1917 року — член президії Ради солдатських депутатів у місті Житомирі. З березня 1918 року — голова Ради червоноармійських депутатів у місті Житомирі і товариш (заступник) голови виконавчого комітету Волинської губернської ради. 19 квітня 1918 року був призначений завідувачем відділу народного господарства Волинської губернії.
У період Української Держави 1918 року — командував антигетьманським партизанським загоном на Поділлі та на Київщині. Був відомий під іменем Олександр Бондар.
З травня 1918 року — член Української партії соціалістів-революціонерів (УПРС). Після розколу УПСР з березня 1919 року належав до новоствореної Української партії соціалістів-революціонерів (комуністів), яка з серпня 1919 року набула назву Українська комуністична партія (боротьбистів), входив до складу керівних партійних органів, був головою Одеського губернського комітету УКП (боротьбистів). У 1919 році брав активну участь в одеському підпіллі проти російської білогвардійської влади. Також працював на підпільній роботі в місті Єлисаветграді.
У березні 1920 року, як і переважна більшість провідних членів УКП (боротьбистів), увійшов до складу Комуністичної партії (більшовиків) України (КП(б)У).
У 1920—1921 роках — завідувач Одеського губернського земельного відділу, редактор «Селянської газети». З 25 квітня 1920 року обирався членом Одеського губвиконкому.
З 1921 року — член колегії Народного комісаріату землеробства Української СРР у Харкові. До 1924 року очолював управління радгоспів у Народному комісаріаті землеробства Української СРР.
У 1924—1925 роках працював на Донбасі, обирався членом Донецького губкому КП(б)У і губвиконкому.
У 1925—1927 роках — начальник лісового управління у Народному комісаріаті землеробства Української СРР.
5 лютого 1927 — січень 1930 року — голова Одеського окружного виконавчого комітету.
25 січня 1930 — 9 лютого 1932 року — заступник народного комісара землеробства Української СРР. 9 лютого — 16 жовтня 1932 року — народний комісар землеробства Української СРР.
У жовтні 1932 — липні 1937 року — голова виконавчого комітету Вінницької обласної ради.
Делегат X (1927), XI (1930), XII (1934) та XIII (1937) з'їздів КП(б)У.
Автор книг «Аграрна політика», «Машинно-тракторна станція», «На боротьбу за високі врожаї!», «Основний шлях реконструкції інтенсивного зернового господарства», «Аграрне питання та аграрна радянська політика», «За більшовицькі колгоспи!» та ін.
У липні 1937 року заарештований органами НКВС по справі так званої «Буржуазно-націоналістичної організації колишніх боротьбистів». Розстріляний. Посмертно реабілітований 6 червня 1956 року за відсутністю складу злочину.

## Нагороди
- орден Леніна (20.12.1935)